# کوبیلنیتسه (ناحیه ملادا بولسلاف)
کوبیلنیتسه (به چکی: Kobylnice) یک منطقهٔ مسکونی در جمهوری چک است که در ناحیه ملادا بولسلاو واقع شده‌است.